# 柳原家
柳原家（やなぎわらけ）は、藤原北家日野家の分流にあたる公家・華族の家。公家としての家格は名家、華族としての家格は伯爵家。
柳原家の分家から独立するも柳原本家を継ぐことにより絶家となった町家については下記参照。

## 歴史

### 封建時代
権大納言日野俊光の四男である権大納言柳原資明を祖として鎌倉時代末期に創設された。資明の長兄資名が光厳天皇の寵臣であったため、彼も北朝で勢力を張って柳原殿に住し、柳原を家名とするようになった。一位権大納言を極官とする。公家としての家格は名家、旧家、内々。
代々紀伝道をもって朝廷に仕え、多くの当主は文章博士に任ぜられてきたが、文明3年（1471年）に文章博士となった量光を最後として紀伝道を世襲する伝統は途絶えた。
戦国時代になると各地の所領を武家に横領されたため、経済基盤を確保するために資綱・量光・資定の3代に渡って、最も重要な所領のある因幡国法美郡に下向して直接所領の経営を行った。
資定には男子がなく、柳原家の分家の町家の町資将の子の淳光を養子として相続させた。
江戸時代前中期の資廉は霊元天皇の従兄弟にあたり、武家伝奏をつとめて江戸幕府との交渉に活躍したが、元禄14年（1701年）に勅使として江戸城に下向した折には勅使饗応役だった播磨国赤穂藩主浅野長矩の高家旗本吉良義央への殿中刃傷に遭遇した。光綱も武家伝奏を務めた。

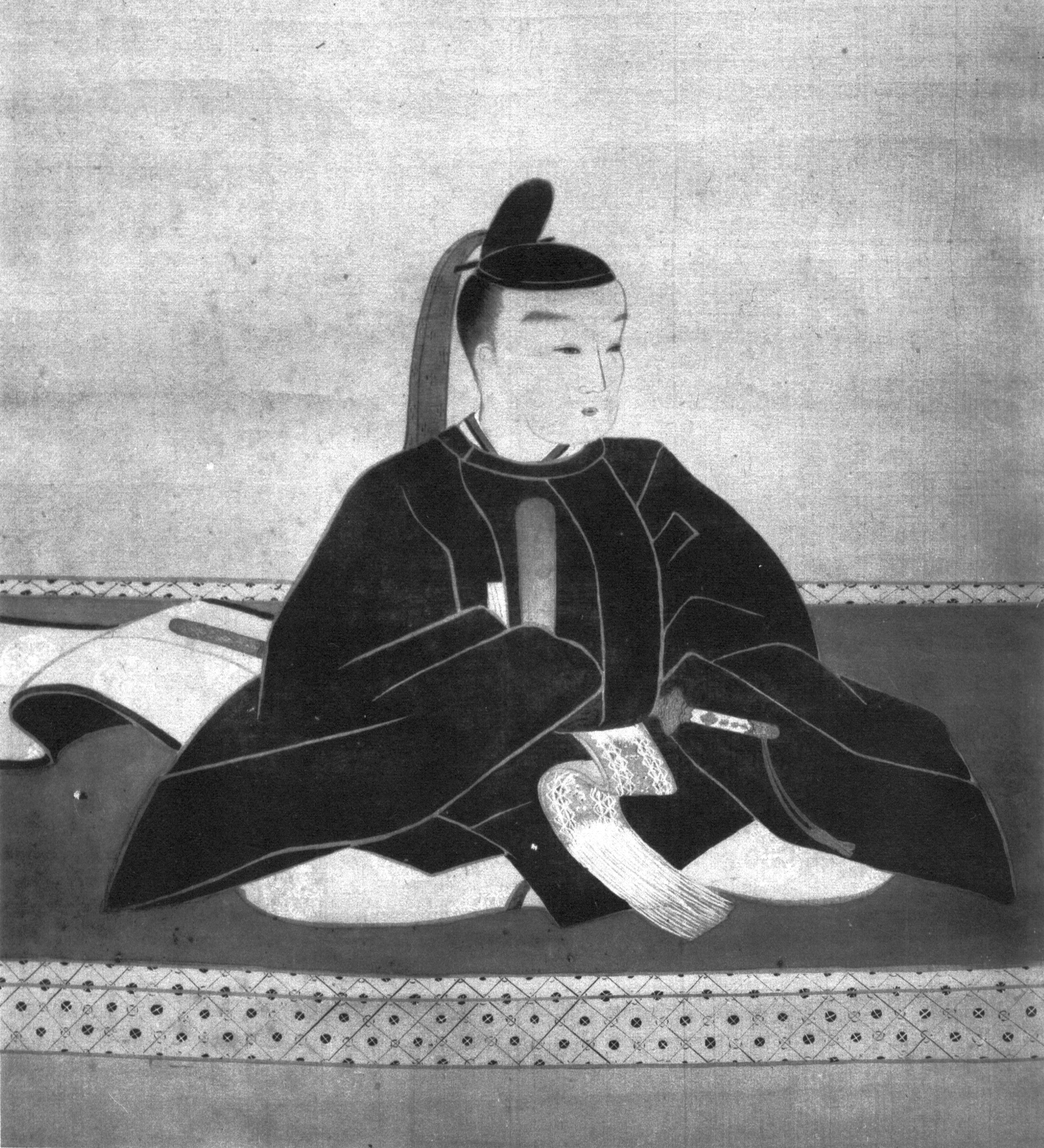
『続史愚抄』の著者である権大納言柳原紀光

柳原家は、代々文筆を家業とし、光綱の子である紀光は歴史書『続史愚抄』を著している。江戸時代の家禄は202石だった。屋敷は中筋にあった。近衛家の家札。菩提寺は浄福寺。家紋は鶴丸。
元治元年（1864年）時の家臣団には、家政を掌握する雑掌として土橋淡路守、真継大和守、土橋対馬守の3人、それを補佐する用人に岸谷頼母があり、この4人の申し合わせで家政が動いていたと見られる。近習として山田右衛門、高田五十三郎、岸谷養子の3人、表方として大原鉄之丞、松田清記、石黒左膳、進藤求女の4人、中番として山本藤五郎、下部として与助ら4人、輿丁として3人（名前不詳）の合計19人があった。これに加えて奥向きに老女1人、女中4人の合計5人があり、あわせると24人で構成されていた。
幕末の当主光愛は廷臣八十八卿列参事件に加わったが、幕府の弾圧を受けて解官された。しかし祐宮（明治天皇）の儲君の記念で復帰し、孝明天皇の信任を得て議奏に任じられた。

### 明治以降

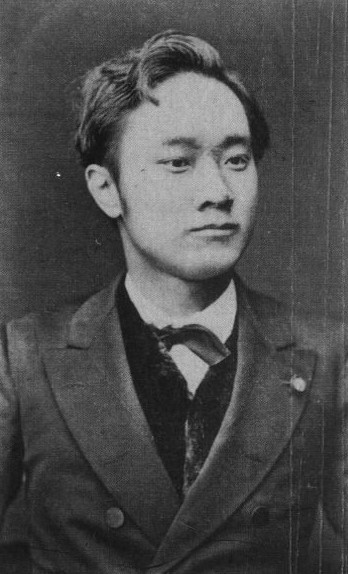
明治政府高官として活躍した柳原前光伯爵

光愛の子で王政復古直前の頃に家督を継いだ柳原前光は西園寺公望とともに維新期の少壮公家中の逸材と言われる。戊辰戦争では東海道鎮撫副総督を務めて江戸城開城に立ち会った。明治維新後外務省に入省して外務大丞、清国公使、ロシア公使などを務め、明治4年（1871年）には外務卿伊達宗城（旧宇和島藩主。前光の妻初子は彼の娘だった）の副使として清国へ派遣されて日清修好条規の締結を主導。明治7年（1874年）には特命全権公使として内務卿大久保利通とともに北京に派遣され、台湾出兵の処理にあたった。その後も元老院議長、賞勲局総裁、枢密顧問官、宮中顧問官などを歴任した。
明治2年（1869年）6月17日の行政官達で公家と大名家が統合されて華族制度が誕生すると柳原家も公家として華族に列した。同年、戊辰戦争の戦功により賞典禄300石を下賜された。
版籍奉還の際に定められた家禄は、現米で319石9斗。明治9年（1876年）の金禄公債証書発行条例に基づき、家禄及び賞典禄と引き換えで支給された金禄公債の額は、1万7889円32銭3厘（華族受給者中250位）。
明治前期の頃の前光の住居は東京市麻布区麻布櫻田町。当時の家扶は近藤政美。
明治17年（1884年）7月7日の華族令の施行で華族が五爵制になると大納言宣任の例多き旧堂上家として前光が伯爵位が授けられた。
前光の妹愛子は、明治3年（1870年）から大宮御所に出仕して典侍として皇室に仕えていたが、明治天皇に見初められてお手付きとなり、大正天皇の国母となった。明治時代に柳原家一家は東京に移住したので、空家となった京都の邸宅は同志社女学校の学舎として利用された。
前光の後を嗣いで伯爵となった義光は野心家だったが、妹で歌人の燁子（あきこ、歌号：白蓮）の白蓮事件や娘の徳子の不良華族事件、最後には自分自身にも同性愛疑惑が発覚し、皇室に近い一族が醜聞まみれとなったことで世間から猛烈な非難を浴びた。
柳原従光の娘の留美子は、第126代天皇徳仁（今上天皇）のお妃候補として名前が挙がったことがある。

## 歴代当主
1. 柳原資明（1297年–1353年）
2. 柳原忠光（1334年–1379年）
3. 柳原資衡（1363年–1404年）
4. 柳原行光（1393年–1443年）
5. 柳原資綱（1417年–1500年）
6. 柳原量光（1448年–1510年）
7. 柳原資定（1495年–1578年）
8. 柳原淳光（1541年–1597年、町資将の子）
9. 柳原資淳（1580年–1596年）
10. 柳原資俊（1584年–1602年）
11. 柳原茂光（1595年–1654年）
12. 柳原資行（1621年–1679年）
13. 柳原資廉（1644年–1712年）
14. 柳原秀光（1664年–1683年、中御門資熈の子）
15. 柳原資基（1685年–1705年、資廉の弟の三室戸誠光の子）
16. 柳原資堯（1692年–1716年、資廉の子）
17. 柳原光綱（1711年–1760年、冷泉為綱の子）
18. 柳原紀光（1746年–1800年）
19. 柳原均光（1772年–1812年）
20. 柳原隆光（1793年–1851年）
21. 柳原光愛（1818年–1885年）
22. 柳原前光（1850年–1894年）
23. 柳原義光（1874年–1946年）
24. 柳原博光（1889年–1966年、大原重朝の子）
25. 柳原承光（1916年–2011年）
26. 柳原従光（1940年–2007年）
27. 柳原雄二郎（1967年–）

## 町家
町家（まちけ）は、柳原家から分家独立し、4代にわたり存在した公家。

### 歴代当主
1. 町資藤
2. 町藤光
3. 町広光
4. 町資将